# Rum millet
Rum millet (z tur. Naród rzymski) – prawo uznające świecką zwierzchność prawosławnego Patriarchy Konstantynopola nad wyznawcami prawosławnego chrześcijaństwa w Imperium Osmańskim, zwane „prawem separacji Narodu”. 
Za rządów Mehmeda II Imperium Osmańskie stworzyło ten system na podobieństwo systemu Cesarstwa Rzymskiego, w którym władcy mniejszych państw, nie tracąc swojej suwerenności, hołdują cesarzowi rzymskiemu, przyznając mniejszością religijnym określony zakres swobody. W systemie millet, zgodnie z którym Turcy osmańscy urządzili swoje państwo, grecko-prawosławni mieszkańcy państwa zostali uznani za rum millet („naród rzymski”), z czym wiązała się autonomia w zakresie społecznym, ekonomicznym i kulturalnym. Po zdobyciu Konstantynopola w 1453 r., Mehmed II pozwolił w styczniu 1454 r. na wybór nowego patriarchy, który został zwierzchnikiem chrześcijańskiej społeczności (tur. millet-bachi, gr. ethnarch), z prawem do zarządzania, opodatkowania i egzekwowania wymiaru sprawiedliwości. 
Korzystając z nowej sytuacji politycznej, patriarchowie Konstantynopola rozszerzyli swoje prerogatywy nie tylko o władzę polityczno-świecką, ale także kosztem innych patriarchów wschodniego Kościoła. Przyznana patriarchom konstantynopolitańskim pozycja czyniła z nich w oczach greckiej ludności nie tylko spadkobiercami poprzedników z czasów bizantyńskich, ale także w pewnym sensie spadkobiercami cesarzy. Wiązała się z tym symbolika zaczerpnięta od cesarzy, tj. długie włosy i wizerunki orłów. Po dziś dzień patriarchowie konstantynopolitańscy w swoich herbach używają mitry w charakterze korony królewskiej na znak posiadanych w Imperium Osmańskim praw suwerena.
Początkowo, obok muzułmanów, istniały tylko millet prawosławny (grecki), żydowski i ormiański, ale z czasem ich liczba zaczęła rosnąć. Wynikało to z faktu, że o ile do początków XIX w. ludność prawosławna Imperium była albo etnicznym Grekami albo była pod wpływem greckiej tożsamości z racji wyznawania greckiego (konstantynopolitańskiego) prawosławia, to pod wpływem europejskiego oświecenia zaczęły następować procesy sekularyzacyjne, liberalizacyjne i przedefiniowanie spojrzenia na uniwersalizm Kościoła prawosławnego. Również idee rewolucji francuskiej przyczyniły się do umocnienia tych przemian. Pod ich wpływem utworzyła się nowa, helleńska, tożsamość narodowa. 
Przyznanie przywileju rum millet patriarsze Antiochii, Jerozolimy i Aleksandrii (od 1837) zatwierdził w 1838 papież Grzegorz XVI. 